# Саут Џаксонвил (Илиноис)
Саут Џаксонвил (енгл. South Jacksonville) град је у америчкој савезној држави Илиноис.

## Демографија
По попису из 2010. године број становника је 3.331, што је 144 (-4,1%) становника мање него 2000. године.
| Група             | 2000.         | 2010.         |
| Белци             | 3.364 (96,8%) | 3.187 (95,7%) |
| Афроамериканци    | 36 (1,0%)     | 54 (1,6%)     |
| Азијати           | 23 (0,7%)     | 16 (0,5%)     |
| Хиспаноамериканци | 26 (0,7%)     | 30 (0,9%)     |
| Укупно            | 3.475         | 3.331         |